# Utashinai
Utashinai (japanska: 歌志内市?, Utashinai-shi) är en stad i Hokkaidō prefektur i Japan. Staden fick stadsrättigheter 1958.
Utashinai är till befolkningen Japans minsta stad.

## Historia
Utashinai var tidigare en stad med många kolgruvor. Vid folkräkningen 1950 hade dåvarande Utashinai-chō (samma område som nuvarande Utashinai-shi) 40 954 invånare. Kolgruvorna har lagts ned en efter en och i dag är stadens befolkning bara 1/12 av 1950 års siffra.